# Chuyer
Chuyer är en kommun i departementet Loire i regionen Auvergne-Rhône-Alpes i centrala Frankrike. Kommunen ligger i kantonen Pélussin som tillhör arrondissementet Saint-Étienne. År 2022 hade Chuyer 751 invånare.

## Befolkningsutveckling
Antalet invånare i kommunen Chuyer
| Referens: INSEE |